# Родниковська
Родниковська — станиця в Курганінському районі Краснодарського краю. Адміністративний центр Родниковського сільського поселення.

## Географія
Станиця знаходиться на правому березі річки Лаби, за 15 км вище за течією (на південь) районного центру — міста Курганинська.
Навколишні місця славилися сильними джерелами, які частково збереглися й зараз. Адигейці називали це місце Псинак'о — Джерельне. Ймовірно, російські поселенці лише переклали цю назву своєю мовою.

## Вулиці
| - пров. Червоноармійський, - пров. Привокзальний, - вул. 1-а Степова, - вул. 2-а Степова, - вул. 40 років Перемоги, - вул. Східна, - вул. Голишувата, - вул. Калініна, - вул. Карла Маркса, - вул. Кірова, - вул. Комсомольська, - вул. Костянтинівська, | - вул. Кооперативна, - вул. Красіна, - вул. Червоноармійська, - вул. Червонопартизанська, - вул. Кубань, - вул. Курганинська, - вул. Лабінська - вул. Леніна, - вул. Лісова, - вул. Майкопська, - вул. Набережна, - вул. Нова Кубань, - вул. Жовтнева, - вул. Першотравнева, - вул. Підгірна, - вул. Привокзальна, - вул. Пушкіна, - вул. Садова, - вул. Свободи, - вул. Радянська, - вул. Стадна, - вул. Філатова, - вул. Чапаєва, - вул. Шкільна. |  |

## Населення
| Чисельність населення | Чисельність населення | Чисельність населення | Чисельність населення | Чисельність населення | Чисельність населення |
| 1959                  | 1979                  | 2002                  | 2010                  | 2016                  |                       |
| --------------------- | --------------------- | --------------------- | --------------------- | --------------------- | --------------------- |
| 7971                  | 7607                  | 8811                  | 8346                  | 8914                  |                       |

Більша частина населення станиці — росіяни (91,3 %), решта — вірмени (3,8 %) та інші національності.

## Інфраструктура
У станиці є центральний ринок і розташована поряд з ним «Алея Дружби», лікарня, будинок-інтернат для людей похилого віку, спеціальна корекційна школа-інтернат. Також на території поселення розміщено декілька магазинів, у тому числі «Ідеал», «Родниківське сільпо», «Автомаг», «Магніт» та побудована у 2016 році «П'ятірочка», кілька приватних аптек. У станиці розташовано дві АЗС: при виїзді зі станиці з вулиці Леніна, до Курганинська, поряд з якою височіють 3 стільникові вишки, і при виїзді у бік Лабінська з вулиці Червонопартизанської. Є 2 школи та 2 дитячі садки. Також надбанням інфраструктури станиці є будинок культури, розташований на вулиці Першотравневій.
У 2019 році відкрито збудований спортивний комплекс за губернаторською програмою. Площа комплексу — 1164 м2.